# 克里斯托弗·格罗特赫尔
克里斯托弗·格罗特赫尔（德語：Christopher Grotheer，1992年7月30日—），德国男子钢架雪车运动员。他曾代表德国参加2018年和2022年冬季奥林匹克运动会钢架雪车比赛，其中2022年冬季奥运会获得一枚金牌。